# Cryptotora thamicola
Cryptotora thamicola es una especie de peces de la familia Balitoridae en el orden de los Cypriniformes.

## Morfología
- Los machos pueden llegar alcanzar los 2,8 cm de longitud total.[2][3]

## Distribución geográfica
Se encuentran en Asia: Tailandia.

## Hábitat
Es un pez de agua dulce y de clima tropical.